# Храм Блакитних Хмар

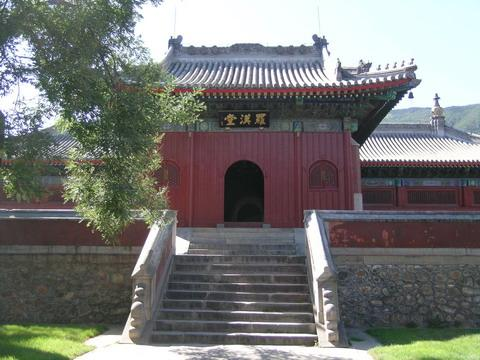

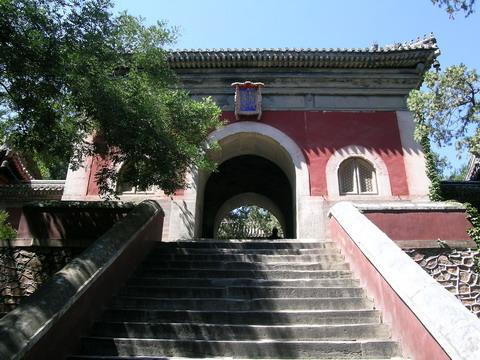
Вхід до Храму

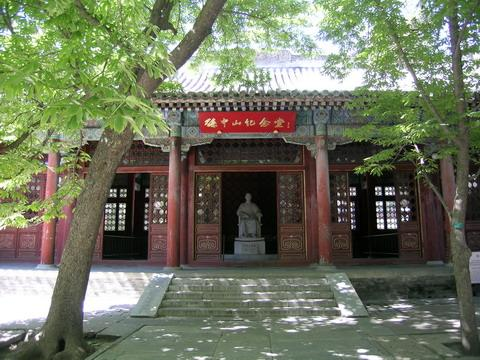
Меморіальна зала Сунь Ятсена

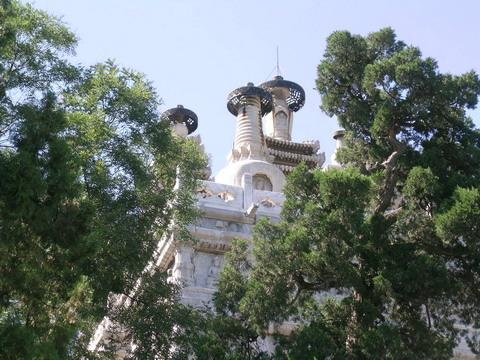
Пагода Ваджрасана

Храм Блакитних Хмар (кит. спр. 碧云寺, піньїнь: Bìyún Sì, акад. Біюнь си пиньинь Bìyún Sì, пал. Біюнь си) — буддистський храм у північно-західній частині Пекіна, Китай, приблизно в 20 км від центру міста.
Побудований в XIV столітті (імовірно в 1331), за часів династії Юань.
У 1748 його помітно розширили і частково перебудували.
Храм розташований на шести терасах різного рівня на висоті 100 м і славиться майстерною декорацією. У храм включили меморіальну залу Сунь Ятсена, яка нині знаходиться в центрі храмового комплексу. Інші важливі будівлі - Зал Архатов та пагода Ваджрасана.
Усередині меморіального залу лежить порожня кристальна труна, подарована СРСР у 1925. (Сунь Ятсена поховали в Нанкін). Фото, автографи, книги та статуї Сунь Ятсена демонструються на екранах зліва та праворуч від саркофагу.
У залі архатів знаходяться 512 статуй, включаючи 500 дерев'яних архатів, 11 бодхасттв та статуя Цзі Гуна (знаменитий чернець). Статуї яскраві, у натуральну величину, у різних позах, з різним виразом облич. За легендою, дві статуї зображують імператорів Кансі та Цяньлуна династії Цін (1644-1911). На станах зображення із персонажами в натуральну величину.
Найвища будівля храму - пагода Ваджрного Трона (Ваджрасана). З цієї 35-метрової, майстерно прикрашеної вежі відкривається чудовий краєвид на Західний Пекін.

## Будівлі
- Брама
- Зал Дзвона
- Зал Великого Героя (епітет Будди)
- Зал Бодхісатв
- Меморіальна зала Сунь Ятсена
- Зал Архатів
- Двір із джерелом
- Ваджрасана пагода